# Schwarze Habichtsfliege
Die Schwarze Habichtsfliege (Dioctria atricapilla) ist ein Zweiflügler aus der Familie der Raubfliegen (Asilidae).

## Merkmale
Schwarze Habichtsfliegen erreichen eine Körperlänge von 9 bis 12 mm. Die Grundfärbung des Abdomens ist schwarz, ebenso die des Kopfes. Auch die Beine sind dunkel gefärbt, wobei manchmal der Kniebereich etwas heller sein kann. Die Pleuren sind ringförmig bestäubt, über den Mittelcoxen ist aber keine Bestäubung vorhanden. Die Halteren erscheinen gelblich.

## Vorkommen
Das Verbreitungsgebiet der Art erstreckt sich von der Türkei und Italien über ganz Mitteleuropa nördlich bis nach Großbritannien und Skandinavien, östlich über Russland bis in die Mongolei. Die Schwarze Habichtsfliege ist in Deutschland in geeigneten Lebensräumen weit verbreitet, das Hochgebirge bleibt aber unbesiedelt.

## Lebensweise
Die Schwarze Habichtsfliege ist von Mai bis etwa Mitte Juli auf besonnten Bereichen von Wiesen, Feldrainen, Waldrändern, Ödland und auch in Gärten in der Gras- oder Krautschicht anzutreffen. Sehr trockene oder offene, unbewachsene Stellen werden hier aber gemieden. Die Aktivität der Tiere beginnt bereits um 9.00 Uhr morgens, in den warmen Mittagsstunden geht sie deutlich zurück um gegen Abend wieder anzusteigen. Die Fliegen sitzen mit aufwärts ausgerichtetem Körper auf Gräsern und Blättern auf Beute an, die Flügel sind dabei in der Regel geschlossen, die Spitze des Hinterleibs ist abgewinkelt. Von hier starten sie kurze Jagdflüge. Das genaue Spektrum der Beute ist unbekannt, die meisten Dioctria-Arten bevorzugen jedoch Hymenopteren.
Männchen fliegen auf der Suche nach Partnerinnen dicht über die Vegetation; entdecken sie ein Weibchen, wird dieses mit einem charakteristischen Tanz angebalzt. Die Paarung erfolgt in voneinander abgewandter Position und dauert nur wenige Minuten. Die Eier werden im Flug oder am Ansitzplatz einfach fallen gelassen, Larve und Puppe sind unbekannt.

## Gefährdung
Als eine der häufigsten Raubfliegenarten mit einem weiten Verbreitungsgebiet gilt die Schwarze Habichtsfliege in Deutschland als ungefährdet.